# Campionati mondiali di tiro a volo 1975
I campionati mondiali di tiro 1975 furono la sedicesima edizione dei campionati mondiali di questo sport e si disputarono a Monaco di Baviera.

## Risultati

### Uomini

#### Fossa olimpica
| Evento      | Oro                                                                     | Oro       | Argento                                                 | Argento   | Bronzo                                                                                                 | Bronzo    |
| Evento      | Atleta                                                                  | Risultato | Atleta                                                  | Risultato | Atleta                                                                                                 | Risultato |
| Individuale | John Primrose                                                           | 197       | Alexandr Alipov                                         | 193       | Charvin Dixon                                                                                          | 193       |
| A squadre   | Stati Uniti Daniel Carlisle Charvin Dixon Donald Haldeman Walter Zobell | 388       | Canada L. Ivanny James Platz John Primrose E. Wladichuk | 386       | Spagna Esteban Azcue Larranaga Jaime Bladas Santasusagna Ricardo Sancho Navarro Eladio Vallduvi Casals | 380       |

#### Skeet
| Evento      | Oro                                                                    | Oro       | Argento                                                                         | Argento   | Bronzo                                                                     | Bronzo    |
| Evento      | Atleta                                                                 | Risultato | Atleta                                                                          | Risultato | Atleta                                                                     | Risultato |
| Individuale | Yuri Tsuranov                                                          | 197       | Wiesław Gawlikowski Eric Swinkels                                               | 197       |                                                                            |           |
| A squadre   | Germania Est Michael Buchheim Bernhard Hochwald W. Klaus Klaus Reschke | 386       | Polonia Wiesław Gawlikowski Piotr Nowakoski Andrzej Socharski Jerzy Trzaskowski | 384       | Danimarca L. Christensen Ole Justesen Poul Steffensen Hans Kjeld Rasmussen | 382       |

### Donne

#### Fossa olimpica
| Evento      | Oro                                                               | Oro       | Argento                                                           | Argento   | Bronzo                                                   | Bronzo    |
| Evento      | Atleta                                                            | Risultato | Atleta                                                            | Risultato | Atleta                                                   | Risultato |
| Individuale | Susan Nattrass                                                    | 188       | Elisabeth von Soden                                               | 179       | Natalia Ukolova                                          | 178       |
| A squadre   | Unione Sovietica Valentina Gerasina Julia Klekova Natalia Ukolova | 267       | Germania Ovest Marlene Caspary Beate Roselius Elisabeth von Soden | 257       | Stati Uniti Audrey Grosch K. Sedleczky Frances Strodtman | 254       |

#### Skeet
| Evento      | Oro                                                                 | Oro       | Argento                                              | Argento   | Bronzo                                                       | Bronzo    |
| Evento      | Atleta                                                              | Risultato | Atleta                                               | Risultato | Atleta                                                       | Risultato |
| Individuale | Larisa Gurvich                                                      | 191       | Pinky Le Grelle                                      | 189       | Ruth Jordan                                                  | 188       |
| A squadre   | Unione Sovietica Larisa Gurvich Polina Koneva Valentina Zakordonets | 272       | Belgio Anne Marie Fontaine Pinky Le Grelle O. Michel | 268       | Germania Ovest Saskia Brixner Ruth Jordan Claudia von Kanitz | 265       |

## Medagliere
Nazione ospitante
| Posiz. | Nazione          | Oro | Argento | Bronzo | Totale |
| ------ | ---------------- | --- | ------- | ------ | ------ |
| 1      | Unione Sovietica | 4   | 1       | 1      | 6      |
| 2      | Canada           | 2   | 1       | 0      | 3      |
| 3      | Stati Uniti      | 1   | 0       | 2      | 3      |
| 4      | Germania Est     | 1   | 0       | 0      | 1      |
| 5      | Germania Ovest   | 0   | 2       | 2      | 4      |
| 6      | Belgio           | 0   | 2       | 0      | 2      |
| 6      | Polonia          | 0   | 2       | 0      | 2      |
| 8      | Paesi Bassi      | 0   | 1       | 0      | 1      |
| 9      | Danimarca        | 0   | 0       | 1      | 1      |
| 9      | Spagna           | 0   | 0       | 1      | 1      |